# Anufrievia broka
Anufrievia broka är en insektsart som beskrevs av Sohi och Mann 1992. Anufrievia broka ingår i släktet Anufrievia och familjen dvärgstritar.
Artens utbredningsområde är Nepal. Inga underarter finns listade i Catalogue of Life.